# Christian Erb
Christian Urs Erb (* 14. Februar 1959) ist ein ehemaliger Schweizer Leichtathlet, spezialisiert auf den Diskuswurf und das Kugelstossen.

## Leben
Erb wuchs mit seinen Brüdern Rolf und Heinz als jüngster Sohn von Unternehmer Hugo Erb jun. (Erb-Gruppe) in Winterthur auf und ging am Lyceum Alpinum Zuoz zur Schule. In jungen Jahren praktizierte er mehrere Sportarten wie Boxen, Fussball und Bobfahren, bevor er sich auf die Leichtathletik konzentrierte.
1983 wurde er erstmals Schweizer Meister im Diskuswurf. Insgesamt wurde er zehnmal Schweizer Meister im Diskuswurf und dreimal Schweizer Meister im Kugelstossen. 1986 verbesserte er in Martigny den Schweizer Rekord um zwei Zentimeter auf 57,98 m. In den nachfolgenden Jahren verbesserte er diesen Rekord noch zehnmal und war der erste Schweizer, welcher den Diskus am 9. Juli 1988 mit 60,22 m über die 60-Meter-Marke warf. Mit der aktuell immer noch gültigen Rekordmarke von 64,04 m, welche er in Norden in Deutschland am 18. September 1988 erzielte, ist er bis heute immer noch aktueller Rekordhalter.
Im Kugelstossen führte er Anfang der 1980er-Jahre die noch wenig bekannte Drehstosstechnik in der Schweiz ein.
1992 nahm er an der Olympiade in Barcelona teil, wobei er eine auf seine Körpergrösse angepasste Drehtechnik anwendete, welche eine 1¾-Drehung praktizierte, im Gegensatz zur allgemein üblichen anderthalbfachen Drehung. In einem Vorwettkampf zur Olympiade kam er dabei auf beachtliche 63,98 m. Eine alte Verletzung am Fuss behinderte ihn aber sichtlich, und er erreichte nur den für ihn enttäuschenden 23. Platz. 1991 qualifizierte er sich für die Weltmeisterschaften in Tokio. Er verletzte sich dort aber an den Adduktoren und musste verletzungshalber auf seinen Einsatz verzichten.
1994 immer noch aktiv und erfolgreich, erlitt er wegen eines Autounfalles eine Querschnittlähmung und ist seitdem Paraplegiker. Er trainierte danach verschiedene Schweizer, aber auch internationale Sportler, darunter den damaligen Kugelstossweltrekordhalter Randy Barnes, welchen er zum Olympiasieg in Atlanta führte. Erb organisierte in Rüdlingen während zehn Jahren auch das Meeting «Weltklasse am Rhein», welches als internationales Werfermeeting bekannt wurde und alljährlich mit Spitzenresultaten und Weltrekorden Aufmerksamkeit erweckte. Neben den Disziplinen Kugelstossen, Diskuswurf, Hammerwurf und Speerwurf wurden auch historische Wurfdisziplinen wieder ins Programm aufgenommen. Unter anderem führte die ISTF als Veranstalter Weltmeisterschaften im 50-Kilo-Steinstossen durch.
Am 14. August 1996, anlässlich des Meetings Weltklasse Zürich, erhielt Erb aus den Händen des damaligen IOC-Präsidenten Juan Antonio Samaranch für seine Verdienste im Sport den Olympischen Orden.
Erb startete während seiner ganzen Karriere für die LV Winterthur. Er trainierte vorwiegend autodidaktisch. Erb wog während seiner Aktivzeit zwischen 90 und 100 kg und ist 1,82 m gross.

## Erfolge
- 1983: Schweizer Meister Diskus
- 1985: Schweizer Meister Diskus
- 1986: Schweizer Meister Diskus, Schweizer Rekord 57,98 m
- 1987: Schweizer Meister Diskus
- 1988: Schweizer Meister Diskus, Hallen Schweizer Meister Kugel, Schweizer Rekord 64,04 m
- 1989: Schweizer Meister Diskus
- 1990: Schweizer Meister Diskus + Kugel, Hallen Schweizer Meister Kugel
- 1991: Schweizer Meister Diskus
- 1992: Schweizer Meister Diskus, Olympiade Barcelona 23. Rang
- 1993: Schweizer Meister Diskus

## Auszeichnungen
. 1996 Olympischer Ordensträger

## Persönliche Bestleistungen
- Diskuswurf: 64,04 m, 18. September 1988, Norden (Schweizer Rekord)
- Kugelstossen: 17,68 m, 19. Mai 1986, Zofingen

## Filme
- Sport unter der Lupe Christian Erb, Deutschland 1993, 10:35 Minuten. SWF Südwest 3, Erstausstrahlung: 5. August 1993